# تپه ارگ بزرگ
تپه ارگ بزرگ مربوط به دوران‌های تاریخی پس از اسلام است و در شهرستان بجنورد، روستای داشلی قلعه واقع شده و این اثر در تاریخ ۳ بهمن ۱۳۵۶ با شمارهٔ ثبت ۱۵۹۲ به‌عنوان یکی از آثار ملی ایران به ثبت رسیده است.